# Wuda, Wuhai
Wuda är ett stadsdistrikt i Wuhais stad på prefekturnivå i den autonoma regionen Inre Mongoliet i norra Kina. Det ligger omkring 440 kilometer väster om regionhuvudstaden Hohhot. 